# 日本大通

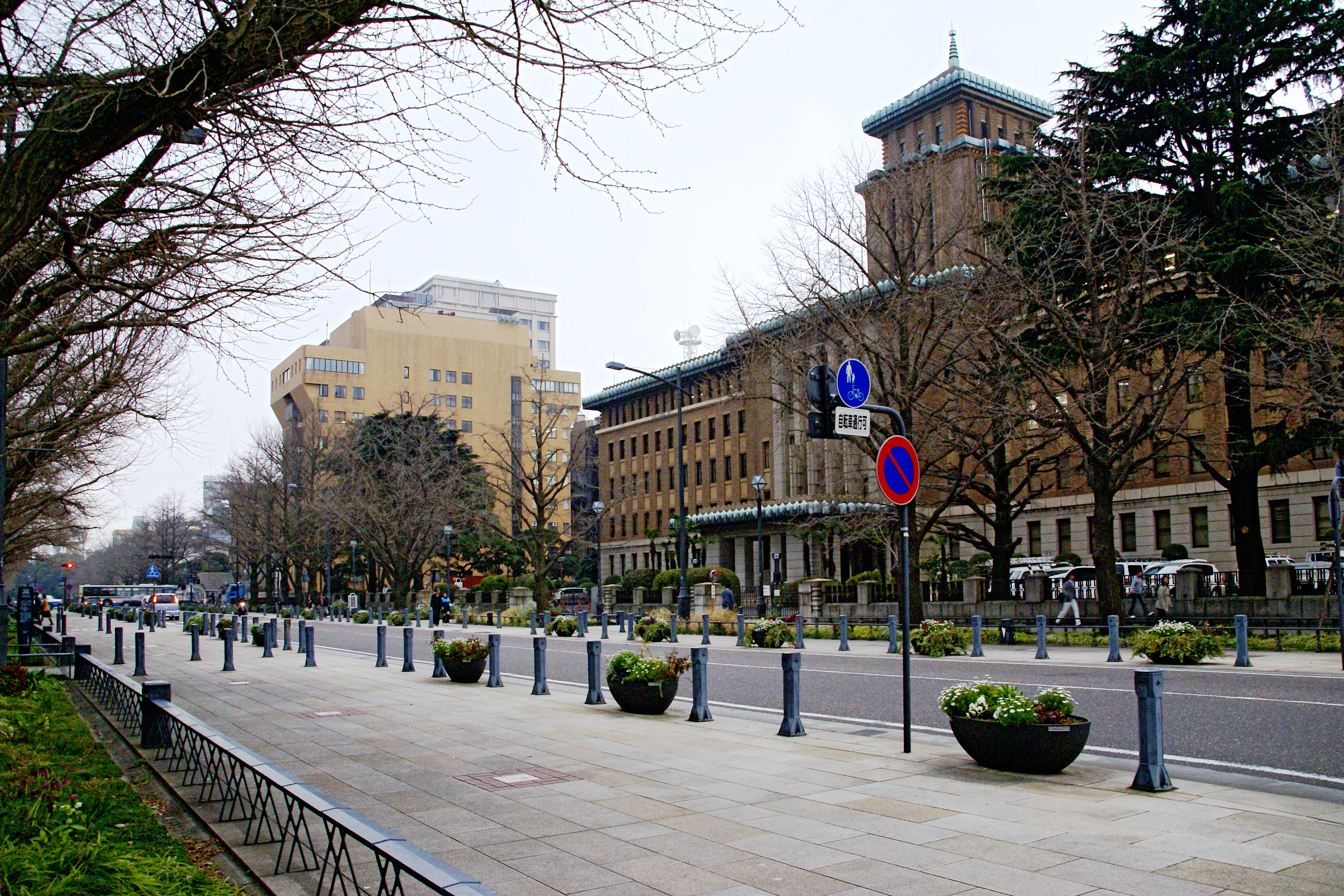
日本大通，右側建築是神奈川縣廳

日本大通（日语：にほんおおどおり）是日本橫濱市中區的一個町名及道路。這條路是日本第一條馬路。	神奈川縣廳等政府機構亦位於這裡。